# インランド・エンパイア (カリフォルニア州)
インランド・エンパイア（英語: INLAND EMPIRE、口語ではIE）は、アメリカ合衆国カリフォルニア州の南部、リバーサイド市とサンバーナーディーノ市を中心とする都市圏を指して使われることが多い言葉である。
インランド・エンパイアは面積27,000平方マイル（約70,000km2）で、広域的にはロサンゼルス大都市圏に属している。人口は4,599,839人（2020年国勢調査）であり、リバーサイド郡とサンバーナーディーノ郡で構成され、カリフォルニア州で3番目、アメリカ合衆国内では13番目に人口が多い。人口の大半はロサンゼルス都市圏に接する、リバーサイド市やサンバーナーディーノ市をはじめとする地域の南西部に住んでいる。
19世紀末の時点では大きな農業の中心地であり、柑橘類生産、酪農業、およびワイン生産業が盛んだった。20世紀を通じて農業が衰退し、1970年代以降は入手可能な家屋を求めて移転してくる家族が増えて急速に人口が拡大し、住宅、商業および製造業が発展した。

## 歴史

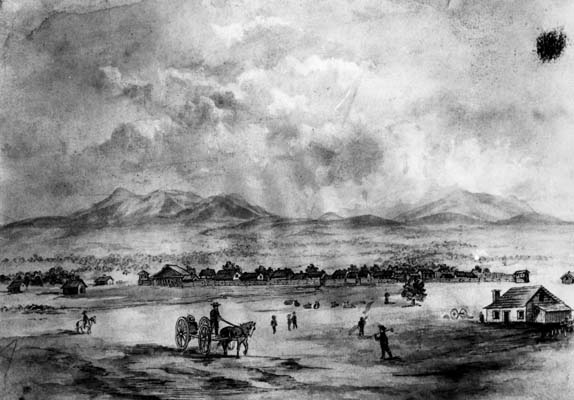
1852年のサンバーナーディーノ

この地域には数千年前からトングバ族、セラノ族、およびカフイラ族などのインディアンが住んでいた。スペインとそれに続くメキシコによる植民地化の時代、特許された土地であるランチョにほとんど人が住んでおらず、キリスト教の伝道には不適と考えられていた。1851年にカホン峠を越えて最初にこの地域に到着したアメリカ人はモルモン開拓者の一団であり、サンバーナーディーノの最初の住人となった。そのわずか6年後に、モルモン教徒がアメリカ合衆国政府とユタ戦争を起こした時に、この開拓者達はソルトレイクシティにいるブリガム・ヤングから呼び戻された。その他の開拓者も間もなくその後に続いた。
南カリフォルニアの土地全体は、1852年11月の公有地測量システムの一部として、ヘンリー・ワシントン大佐によって初めて引かれたサンバーナーディーノ子午線に従い区分された。基本線となる大通りは今日ハイランドからサンディマスを通っており、ヘンリー・ワシントン大佐が引いた基本子午線に所々沿っている。サンバーナーディーノ郡は1853年4月26日にロサンゼルス郡から最初に切り出された郡だった。このときの区分けは現在のリバーサイド郡の大半を含んでおり、見かけほど一枚岩ではなかった。コルトン、レッドランズ、リバーサイドおよびサンバーナーディーノの町が1890年代に郡庁所在地を争い、それぞれの町には独自の市民社会と独自の新聞を持つようになった。1893年8月14日、カリフォルニア州上院はサンバーナーディーノ郡とサンディエゴ郡の領域から新たにリバーサイド郡を創設することを承認した。これはポモナがロサンゼルス郡から分離しサンアントニオ郡と呼ぶ地域の郡庁所在地になるという法案を否決した後のことだった。

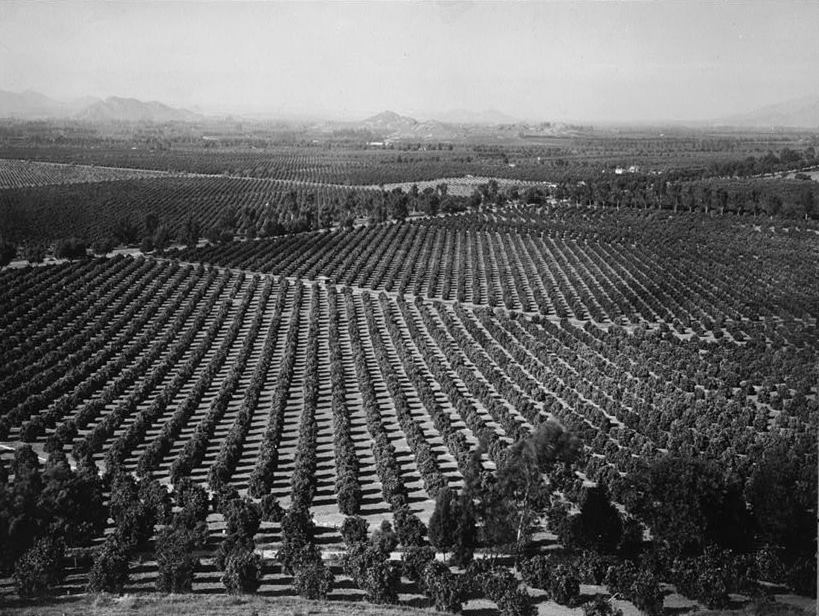
アーリントンハイツの柑橘薗、1903年頃

1870年代にこの地域に鉄道が引かれ、ネーブルやバレンシアオレンジの木が導入されたことで、爆発的な成長が起こり、地域は柑橘類生産の一大中心地になった。この農業景気は20世紀初めにコロラド川から水が引かれ、ロサンゼルス市が急成長したことで継続し、酪農業ももう一つの柱になった。1926年、アメリカ国道66号線（現在はフットヒル・ブールバードと呼ばれている）が地域の北部を通って、地域に観光客と移民の流れをもたらした。依然として南カリフォルニアの「柑橘類ベルト」の重要部であり続けたが、第二次世界大戦が終わると不動産開発業者の新世代が広大な農業用地を郊外住宅用地に変えていった。サンバーナーディーノ・フリーウェイの前身であるラモナ・イクスプレスウェイが1944年に建設され、さらに高速道路体系が整備されたことで、インランド・エンパイアと南カリフォルニア全体で郊外地域の拡大と移転者の増大が起こった。
この地域は20世紀後半のほとんどの期間を通じて著しい経済と人口の拡大を経験した。1990年代初期、冷戦が終結したために地域から軍事基地が無くなり、近隣の軍需産業も縮小して、地元経済は減退した。21世紀への変わり目に倉庫業、海運業、物流業および小売業が主にオンタリオ市を中心とする地域に発展して、この不景気から幾分は回復した。しかし、これらの産業も2000年代後半の世界的経済不況によって大きな影響を受けた。

### 名称の由来

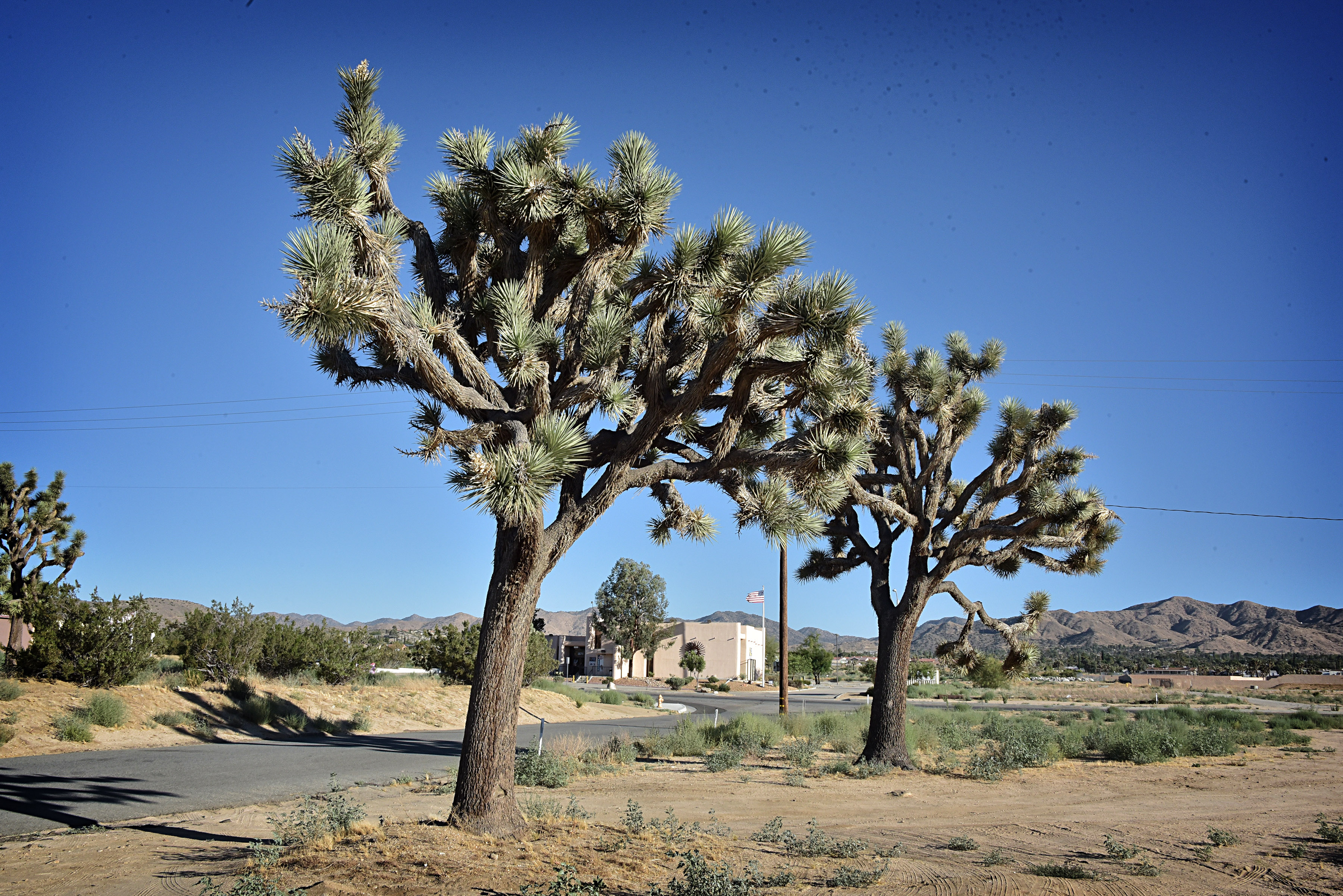
ユッカバレー、モロンゴ盆地内にあり、サンバーナーディーノ・バレーとアリゾナ州州境との中間にある

「インランド・エンパイア」を日本語に直訳すると「内陸帝国」となる。この言葉は1914年4月には既に、新聞「リバーサイド・エンタープライズ」（現在の「ザ・プレス・エンタープライズ」）が使っていた記録がある。地域の開発業者が地域を広告し、特徴を強調するためにこの言葉を導入した可能性がある。「インランド」は太平洋から（ハンティントンビーチから）37マイル (59 km) 内陸にあり、ロサンゼルス市の東にあることから来ていた。当初は「オレンジ・エンパイア」と呼ばれ、20世紀前半にパサデナからレッドランズまで柑橘園が拡がっていたことに因んでいた。今日のインランド・エンパイアは漠然とした地域であり、サンバーナーディーノとリバーサイド市を含んでいるのは大方の一致するところだが、海岸部の大都市に近いオンタリオ、チノ、コロナおよびノルコという一連の都市も含まれている。

## 地理

### 自然地理

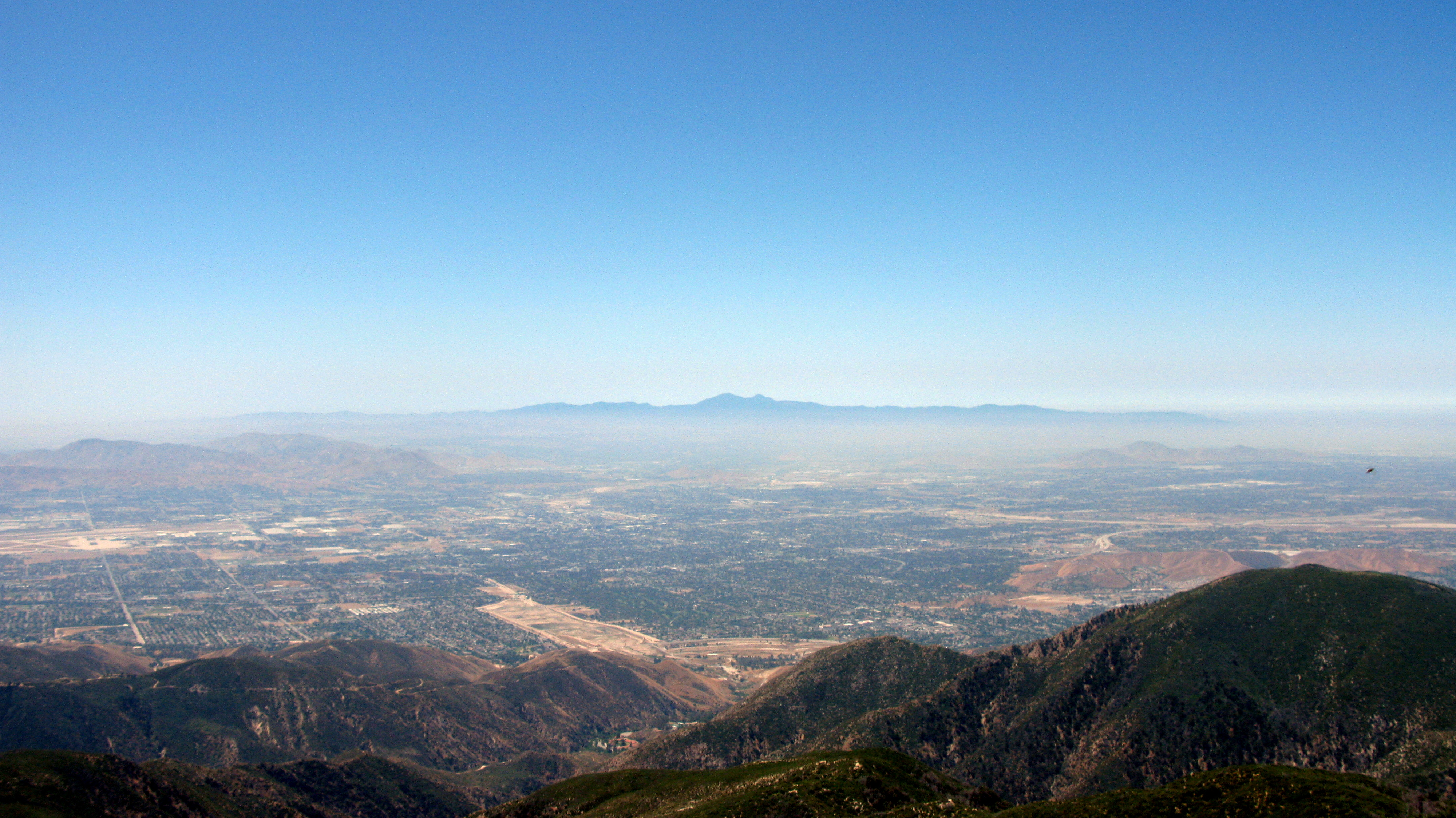
サンバーナーディーノ山脈からサンバーナーディーノ・バレーを望む。遠景はサンタアナ山脈

ロサンゼルス市とインランド・エンパイアを東西に分ける自然の境界は、サンガブリエル・バレーとポモナ・バレーを分けるサンホセヒルズであり、ここからサンバーナーディーノ・バレーの都市人口集中部となる。南北方向のサンタアナ山脈が物理的にオレンジ郡とサンバーナーディーノ、リバーサイド両郡を分けている。サンタローザ山脈とソノラ砂漠の南カリフォルニアに入る部分がリバーサイド郡とサンディエゴ郡とを分けている。インランド・エンパイアの定義のあるものは、チノ・バレー、コーアチェラ・バレー、クカモンガ・バレー、マニフィー・バレー、ペリス・バレー、テメキュラ・バレーおよびビクター・バレーより構成されるものとなっている。
地域の標高はサンゴーゴニオ山頂の11.4999フィート (3,505 m) からソルトン湖の海面下220フィート (-67.1 m) まで変化している。サンバーナーディーノ山脈にはサンバーナーディーノ国立の森とビッグベア湖、アローヘッド湖およびラニングスプリングスのリゾート地がある。サンタアナ川はサンゴーゴニオ山から流れ出て延長は100マイル (160 km) 近く、サンバーナーディーノ、リバーサイド、およびオレンジの各郡を流れ、ニューポートビーチとハンティントンビーチで太平洋に注いでいる。気温は山岳部で概して冷涼から寒冷であるが、バレー部では暑くなることもある。ジョシュア・ツリー国立公園に近い砂漠のリゾート地であるパームスプリングス、夏の気温が 100°F (38℃) 以上になることも多い。

### 行政上の地理
1つの中心となる都市の周りに成長した多くの都市圏とは異なり、インランド・エンパイアはリバーサイド、サンバーナーディーノなど多くの都市を中心にしている。都市スプロール現象によってロサンゼルス市を取り囲む均質化された都市群を形成し、さらに開発が進んで山脈を過ぎ、外郭の砂漠地帯にまで都市化が及んだ。これらを繋ぐのがアメリカ合衆国のなかでも最も体系的な高速道路網であり、インランド・エンパイアとロサンゼルス郡の間にあった物理的境界を無くしてきた。
インランド・エンパイアは、時として軽蔑的に「909」と呼ばれることもある。これは地域コードの1つから来ている。2004年、電話番号の需要が高くなったために、リバーサイド郡の大半は新しい地域コード「951」と指定された。

#### 境界
インランド・エンパイアという言葉は公式の定義ではないので、文献によって異なる定義がある。
Since the term "Inland Empire" is not formally defined, different sources define the area differently.
アメリカ合衆国国勢調査局は「リバーサイド・サンバーナーディーノ・オンタリオ都市圏」をリバーサイド郡とサンバーナーディーノ郡で構成される地域と定義している。この定義では面積が27,000平方マイル (70,000 km²) となり、ロサンゼルス大都市圏の一部となっている。地域内には400万人以上の人口があり、州内では第3位、国内では第13位となっている。しかし、地域人口の大半は南西隅に集中しており、ロサンゼルス都市圏に隣り合わせている。「ニューヨーク・タイムズ」 と「ロサンゼルス・タイムズ」紙 は前述の2郡をインランド・エンパイアとして定義しているが、ビクター・バレー、コーアチェラ・バレーおよびテメキュラ・バレーのような2郡の中の地域ではインランド・エンパイアとは別の地域だと考えている。
カリフォルニアの観光業を促進する 非営利・非政府の団体であるカリフォルニア旅行観光委員会 は、独自の目的で州内を幾つかの地域に区分している。その定義によるインランド・エンパイアは、西がロサンゼルス郡とオレンジ郡、南がサンディエゴ郡で仕切られ、北はビクター・バレーまでを含み、東はサンジャシント山脈のアイディルワイルドまでとしている。カリフォルニア州の公式サイトはカリフォルニア旅行観光委員会の地図にリンクし、「インランド・エンパイア地域の地図」と表示している。
地域のハイキング・ガイドである「アフット・アンド・アフィールド・インランド・エンパイア」はその定義にリバーサイド郡、サンバーナーディーノ郡に「ロサンゼルス郡東部」を含めており、特にクレアモント、ラベルヌ、ポモナ、サンディマスなどの都市に言及している。その他の資料でもインランド・エンパイアの領域内にロサンゼルス郡の都市を含むものがある。

## 経済

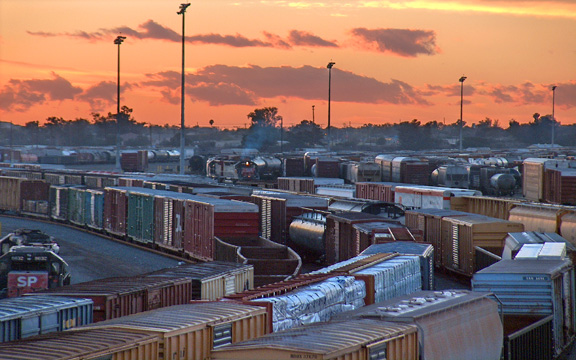
有蓋車、リアルト市で

インランド・エンパイアはロサンゼルス郡やオレンジ郡に比べて土地価格が安いこと、広大な空き地があったこと、および高速道路や鉄道が交差して交通網が発達していたことで、物流の一大中心地になってきた。オンタリオ市にあるトヨタ自動車北アメリカ部品物流センターやランチョクカモンガにあるAPL物流など国内の大製造企業がインランド・エンパイアを物流拠点に選定してきた。ワールプール・コーポレーションがペリスで借りた広さ170万平方フィート (160,000 m²) の物流センターは、アメリカンフットボールのフィールドが31面入る大きさであり、国内最大級の倉庫となっている。これらの物流センターはロサンゼルス港やロングビーチ港から水揚げされた完成品や原材料を、ネバダ州ラスベガス、アリゾナ州フェニックス、コロラド州デンバーなど北や東の目的地に運ぶ輸送体系の一部になっている。カリフォルニア州が輸入する貨物の80％以上がロサンゼルスからインランド・エンパイアへの経路を辿る。しかし、2000年代後半の経済不況により、産業用地の空き地率は2007年の6.2％から2008年の12.4％まで増加した。サンバーナーディーノ市とレッドランズ市ではこの率が22％にもなっている。
地域の大企業が2000年代後半の経済不況に影響されているものの、インランド・エンパイアは当面州内でも最も成長速度の高い地域であり続けると予測されている。またこの地域は州内でも教育水準が低く、国内でも平均賃金が低いままとなることも予測されている。2006年に行われた国内51都市圏の給与調査では、インランド・エンパイアの平均年間賃金が36,924ドルで、最下位の1つ前の位置付けだった。しかし、安価な土地価格と革新的な組織支援網があることで、小企業のオーナーや技術先行企業を地域内に惹き付け続けている。
都市化の進行で農業用地を切り崩しているが、インランド・エンパイアではまだかなりの量の農製品を生産している。2002年から2004年の間に10,000エーカー (40 km²) の灌漑を施された農地が失われたが、2006年の2郡における農業生産高は16億ドル以上になった。

### 住宅

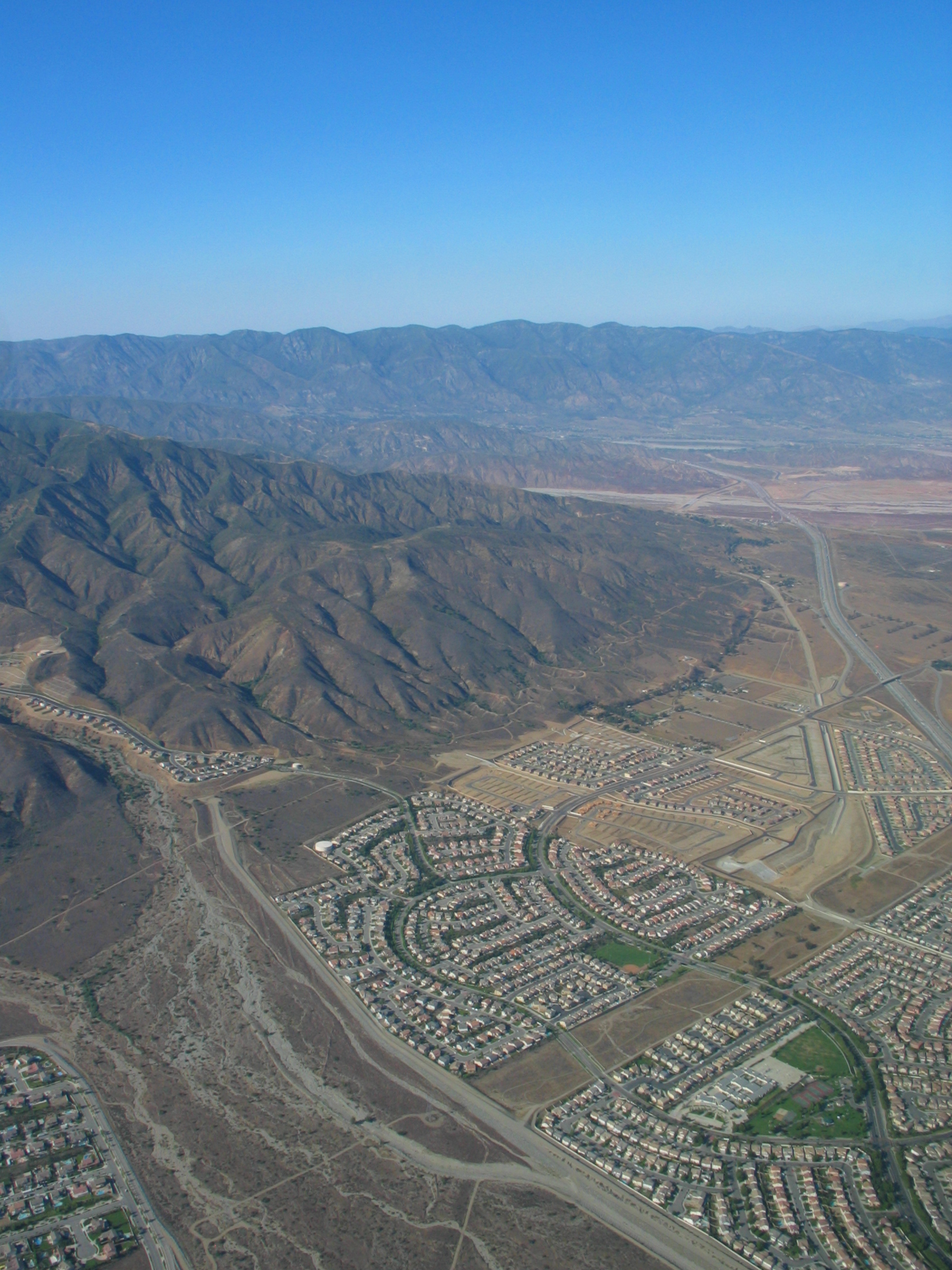
フォンタナ市の上空から見た住宅開発地、1980年以降市の人口は15万人増えた

1950年代以降、インランド・エンパイアでは田園地帯から都市郊外の環境への変革が進んだ。リバーサイド市やサンバーナーディーノ市のような既存の都市に加えて、ランチョクカモンガ市などベッドタウンとして知られる数多い郊外都市が存在している。この成長の陰に入手しやすい住宅価格が主要な動機付け要因となっており、オレンジ郡やロサンゼルス郡の同規模の住宅と比較して一般に住宅価格が安価である。人口とそれに伴う住宅需要の着実な成長によって、4分の1エーカー (1,000 m²) 以上の土地付き一戸建て住宅が劇的に増加した。これは高層のアパートやマンションのような開発に対抗するものである。空き地の多くが急速に開発され、「田舎で」育った人々を悔しがらせた。さらに農業に使われていた土地の多くは現在その所有者によって売却され、ショッピングセンター、工業用倉庫など付加価値の高いものに転用されている。様々な思惑が入ったこの継続する開発は無計画で制御されていない都市スプロール現象を生んでいるように見える。2002年に行われたスマートグロース・アメリカの研究では、インランド・エンパイアが国内最悪のスプロール現象の例に指名された。
2006年以降、担保権執行は3,500％増加した。2010年、インランド・エンパイアの担保権執行件数は133軒に1軒となり、国内でも4番目に多い地域となった。ペリス市の場合、衰退した都市の外観を払拭するために、放棄された家の褐色の芝生を緑に塗る事業を始めた。

### 小売業
地域の小売業は急速に成長する郊外人口とともに成長を続けてきた。地域内にはコロナ市のプロムナーデ・ショップス・アット・ドスラゴス、オンタリオ市のオンタリオ・ミルズ、テメキュラ市のプロムナーデ・モール、モレノバレー市のモレノバレー・モール、ランチョクカモンガ市のビクトリアガーデンズ・モールおよびサンバーナーディーノ市のインランド・センターなど大型のショッピングセンターがある。2006年会計年度で、サンバーナーディーノ郡の小売業売上高は11.9％増えて312億ドルとなり、リバーサイド郡の小売業売上高は11.3％増えて296億ドルとなった。

## 環境問題

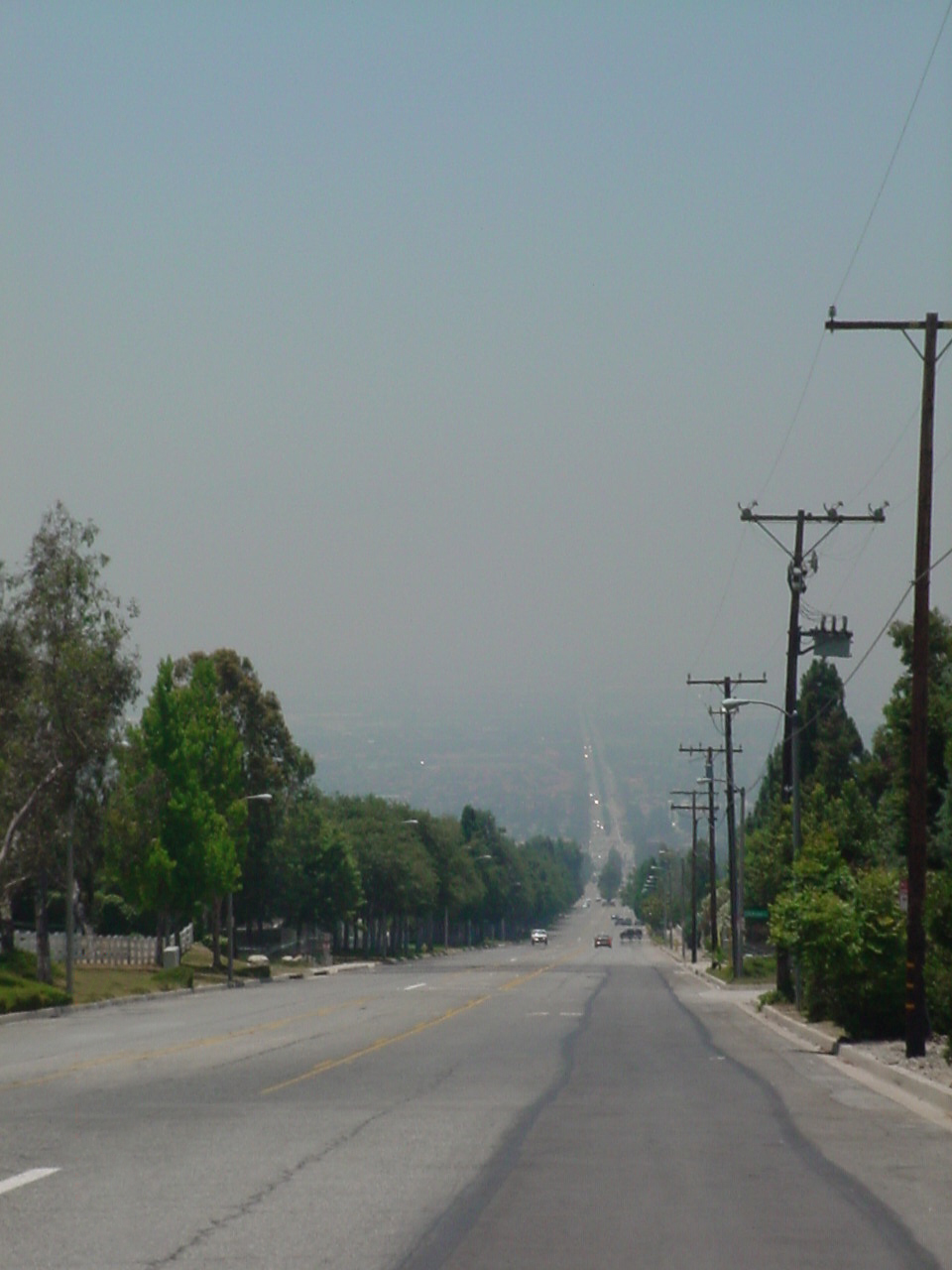
インランド・エンパイアでは常にスモッグが発生している。ランチョクカモンガのヘイブン・アベニューを南から北端に向かってみた写真。通りがスモッグの中で霞みはじめ、遠くのサンタアナ山脈はぼんやりとしか見えない。

進行中の発展の結果として雇用機会が大きくなり、住民の豊かさが増し、持ち家の人口も増加した。しかし、交通渋滞、大気汚染および環境的に感受性の高い解放空間が失われたことがマイナスの効果になってきた。これらの問題の解決策は単純ではない。インランド・エンパイアの中に数多い行政組織があるために、それぞれの将来に対して様々なビジョンを描いており、1つの解決策で互いに同意できる都市は2つとないし、改善策について不平等な手段があることが普通である。現行法と政策の組織化された強制が無いこと、あるいは不平等な強制があることで、提案できるであろう解決策を弱らせている。開発が進む速度は政府がその変化に対応できる能力を上回っており、新しい道路の建設や公害対策など解決策が実行に移されるのは10年単位とまではいかないまでも多くの年数を要することになっている。

### 大気汚染
大気汚染すなわち粉塵の問題は、地域内で増加した自動車、工場のような発生源、および建設工事でもたらされた埃から発生しており、さらにロサンゼルス地域からの汚染物質によって、インランド・エンパイアは国内でも最悪に近い大気質の水準となっている。2004年、アメリカ合衆国環境保護庁はサンバーナーディーノ・リバーサイド地域を国内でも最悪の煤塵汚染地域に指定した（ただし、中部カリフォルニアのサンホアキン・バレーは大気の総合的な質で最悪とされた）。大気汚染の問題はインランド・エンパイアの北と東が山脈に遮られていることから悪化している。これら山脈には本来ならば偏西風で地域内から持ち出されるはずの煤塵を「保持」させている。

### 水質汚染
水質汚染もサンタアナ川やカホン・ウォッシュで発見されてきた。これらはマーチ空軍予備役基地やストリングフェロー・アシッド・ピッツがリバーサイド郡の一部で地下水を汚染させたものである。1997年、爆発物を生産するために使われる過塩素酸塩がリアルト市の地下水の中に染み出していることが分かり、汚染は拡大を続けている。2007年、リアルト市市政委員会は発生源の浄化を行うためにアメリカ合衆国環境保護庁にスーパーファンド適用の申請を行った。その発生源はマーチ空軍予備役基地、ノートン空軍基地およびストリングフェロー・アシッド・ピッツであり、既にスーパーファンドの有毒物質汚染サイトとして指定されている。

## 交通

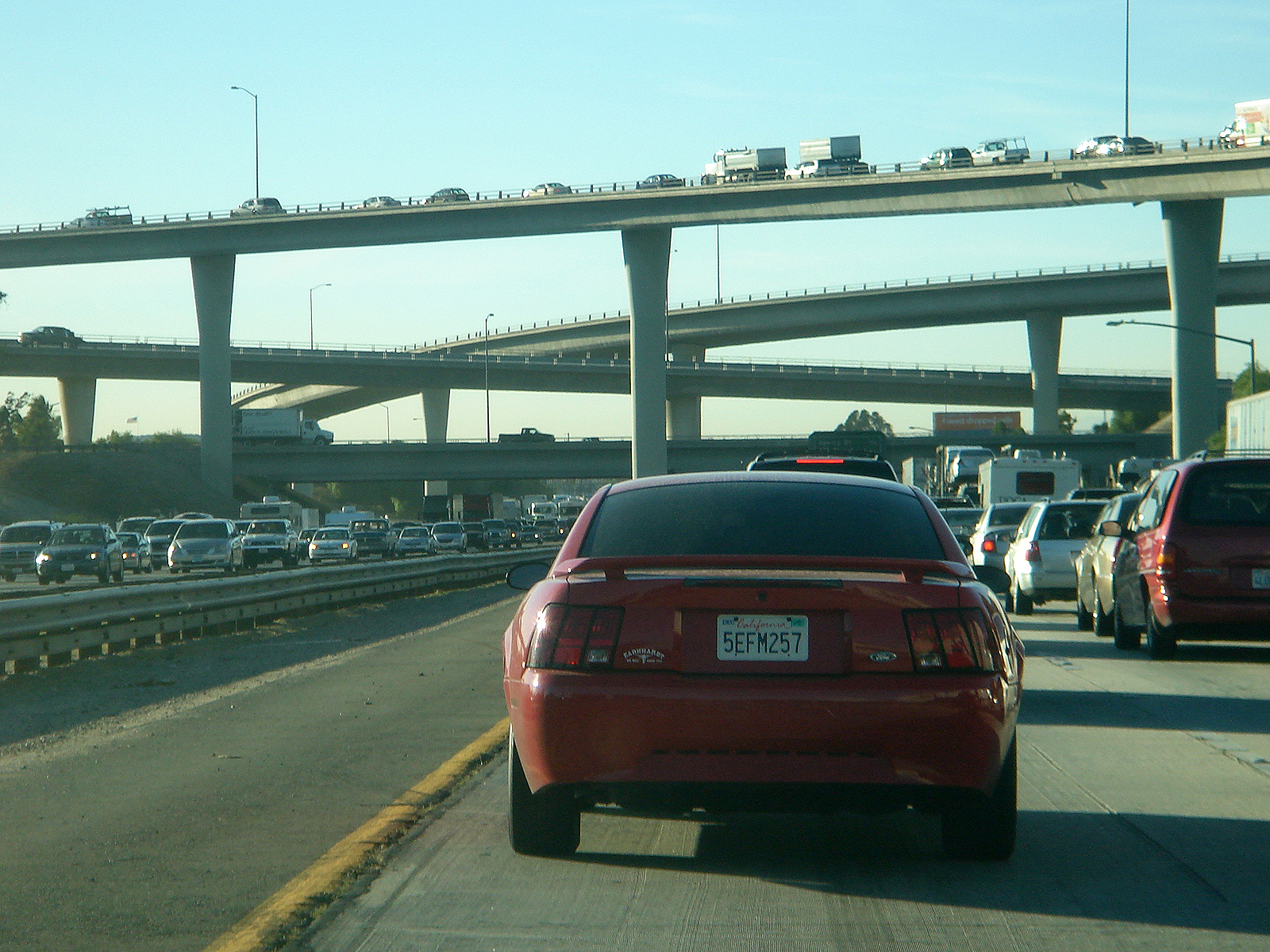
州間高速道路10号線と同215号線のインターチェンジ、サンバーナーディーノ市中心街の南にある。

交通渋滞の問題は南カリフォルニア共通の課題であり、単純化すれば自動車の数が着実に増加したことと道路網整備がそれに追いついていないことが原因である。既存の高速道路の多くは1970年代後半に完成した。フットヒル・フリーウェイ、すなわちカリフォルニア州道210号線のサンディマスとサンバーナーディーノの間の部分が例外であり、2007年7月に完工した。新しい高速道路あるいは高規格道路の「フィックスアップズ」が計画されており、例えば州間高速道路215号線のインランドセンター・モール周辺への延伸、215号線と州道60号線を繋ぐ橋などである。もう一つの問題は職と住宅の不均衡である。概して高給が得られる職はロサンゼルス郡とオレンジ郡にある。このために労働者は既存の道路網で片道2時間を通勤しなければならない。人口が増加するに連れてこの問題は確実に深刻化の度合いを増している。雑誌「フォーブス」が最近、この地域をアメリカの主要都市圏の中でも最も不健康な通勤地域に指定している。これはインランド・エンパイアの運転者が最も不健康な空気を呼吸しており、また1人当たりの死亡交通事故件数が最も高いためである。
地表交通政策プロジェクトの1999年報告書に拠れば、インランド・エンパイア地域は交通渋滞を原因とする死亡交通事故件数でトップになっている。高規格道路と道路に付属する物から銅、真鍮などの金属の窃盗が、インランド・エンパイアの道路の安全性を損なっている。駐車している車からガソリンを抜き取る犯罪も問題にされている。

### 公共交通

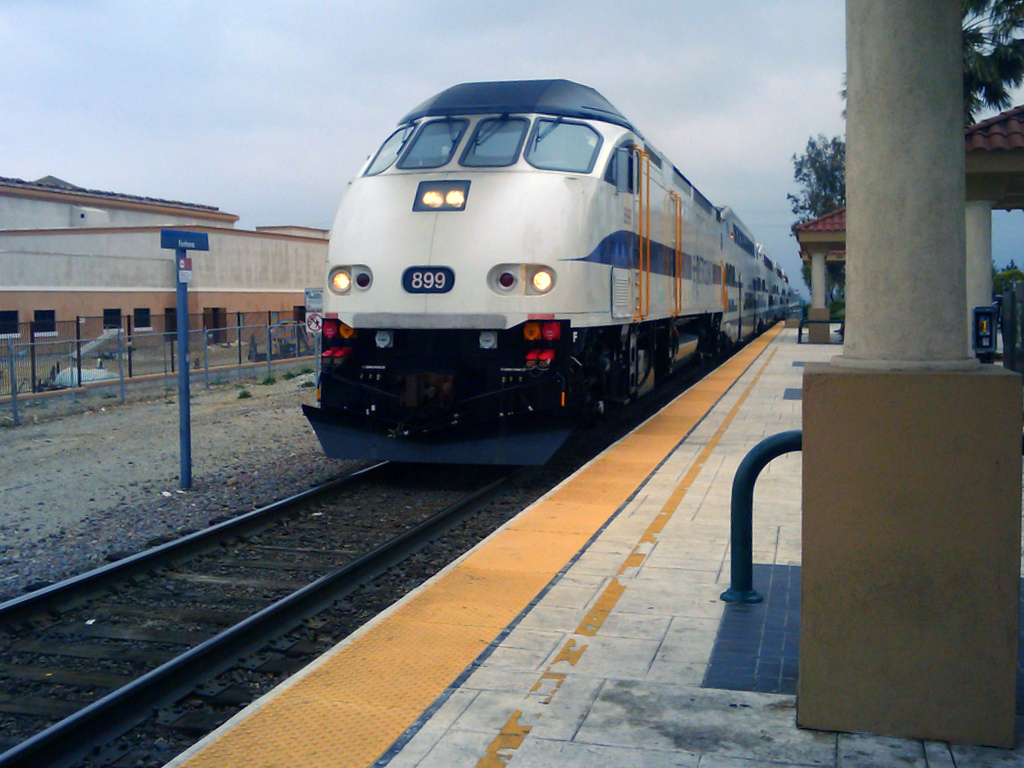
メトロリンクの列車、フォンタナ駅で

インランド・エンパイア地域には他の主要都市圏とは異なり適切な公共交通機関が無い。地域の労働人口1,249,224人のうち、僅か5％足らずしか毎日通勤のために公共交通機関を利用していない。サンバーナーディーノ郡ではオムニトランスが、リバーサイド郡ではリバーサイド交通局が最大の公共交通機関である。メトロリンクがインランド・エンパイアの多くの地点からロサンゼルス市に向かう通勤鉄道路線を運行している。リバーサイド市とサンバーナーディーノ市が域内の2つの交通中継点になっている。

### 空港
インランド・エンパイアには3つの主要空港がある。すなわちロサンゼルス市ワールドエアポーツが所有するオンタリオ国際空港、パームスプリングス国際空港およびサンバーナーディーノ国際空港である。その他に多くの一般用途空港がある。
| 空港                         | IATAコード | ICAOコード | 所在郡                 |
| ---------------------------- | ---------- | ---------- | ---------------------- |
| オンタリオ国際空港           | ONT        | KONT       | サンバーナーディーノ郡 |
| パームスプリングス国際空港   | PSP        | KPSP       | リバーサイド郡         |
| サンバーナーディーノ国際空港 | SBD        | KSBD       | サンバーナーディーノ郡 |

## 人口動態
| 統計年 | 人口        |
| ------ | ----------- |
| 1900年 | 45,826人    |
| 1910年 | 91,402人    |
| 1920年 | 123,698人   |
| 1930年 | 214,924人   |
| 1940年 | 266,632人   |
| 1950年 | 451,688人   |
| 1960年 | 809,782人   |
| 1970年 | 1,143,146人 |
| 1980年 | 1,558,182人 |
| 1990年 | 2,588,793人 |
| 2000年 | 3,254,821人 |
| 2010年 | 4,224,851人 |
| 2020年 | 4,599,839人 |

インランド・エンパイア地域はアメリカ合衆国国勢調査局によってリバーサイド・サンバーナーディーノ・オンタリオ都市圏として大都市統計地域（MSA）に指定されている。人口は約460万人であり、国内第13位である（2020年国勢調査）。さらに2000年国勢調査に拠れば、州内でも最も成長速度が高い地域になっている。1990年から2000年の間に、リバーサイド郡とサンバーナーディーノ郡併せて70万人が増加し、増加率は26％だった。2000年から2010年の間には970,030人増加し、増加率29.8％だった。2010年の国勢調査では、住民の58.9％が白人、7.6％がアフリカ系アメリカ人、6.1％がアジア系アメリカ人、その他の民族と混血の合計が21.0％となっている。ヒスパニック系の住民は全体の47.3%を占め、南カリフォルニアの他地域同様、ヒスパニック系住民の割合の高さが際立っている。
アメリカ疾病予防管理センターは2006年に、サンバーナーディーノ都市圏住民の33.1％は過体重であり、30.8％は肥満であると報告している。雑誌フォーブスではこの地域を国内で4番目に肥満が多い地域に位置付けた。
2001年の調査で住民の過半数76.6％が、それぞれの在住郡を生活するために良い場所だとしている。リバーサイド郡住人の81％は「大変良い」あるいは「かなり良い」と回答し、サンバーナーディーノ郡の場合は72％だった。その理由では「良い生活地域」「良好な気候」および「手頃な住宅価格」が上位に来ている。両郡ともにマイナスの要因としてスモッグが第1位であり、第2位はリバーサイド郡で「交通問題」、サンバーナーディーノ郡で「犯罪」が上げられている。

### 政治
インランド・エンパイア地域は伝統的にカリフォルニア州の他地域よりも共和党を支持する傾向にあったが、居住年数の若い住民が長い住民よりも共和党支持の比率が小さくなっており（36％対42％）、民主党を支持するとした住民の比率34％が共和党を支持するとした住民の比率33％を僅かに上回るようになった。実際に2008年アメリカ合衆国大統領選挙では民主党候補のバラク・オバマがリバーサイド、サンバーナーディーノ両郡を制し、1964年のリンドン・B・ジョンソン以来の民主党候補となった。しかし、投票率は州内他の郡よりも小さく、人口が増えるに連れて全体的に市民参加が弱くなる傾向もある。最近の住人の中で、僅か19％のみが市民団体に属し、9％のみが地域社会でのボランティア活動を行っていた。対照的に昔からの住人は28が市民団体に属し、15％が地域社会でのボランティア活動を行っていた。白人とアフリカ系アメリカ人は最近の政治活動ほとんど全てに参加率が高いのに対し、ラテン系とアジア系のアメリカ人はボランティアや団体の所属について他の民族よりかなり低い率になっている。しかし、2006年の移民に対する抗議運動がラテン系アメリカ人の間の政治参加気運を上げ、この年のデモや行進には7回に1回近く参加した。

### 宗教

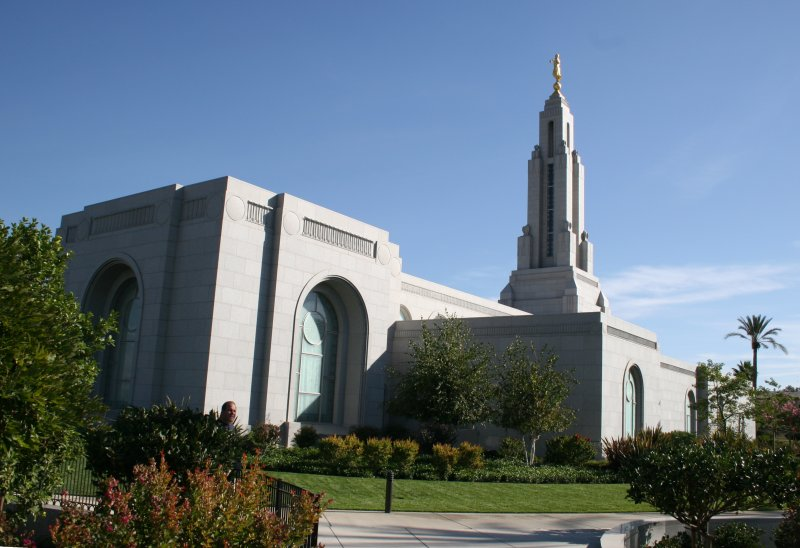
レッドランズ・カリフォルニア寺院、末日聖徒イエス・キリスト教会が南カリフォルニアに置く4寺院の1つ

住人の78％はキリスト教徒であり、39％はカトリック教徒、14％はプロテスタント、25％はキリスト教の他教派としている。キリスト教徒の中の36％は新生と見ている。ユダヤ教徒は人口の1％、その他の宗教信者は6％であり、14％は無宗教としている。住人の17％は週に1回宗教の礼拝に出席しており、14％は週1回以上、15％は月1回、14％は主要な宗教祝祭日にのみ参加している。

### 犯罪
リバーサイド市とオンタリオ市の犯罪指数は全国平均をやや上回る程度であるのに対し、サンバーナーディーノ市の犯罪指数は常に全国平均の2倍前後である。全国的な傾向を反映して、不況にも拘わらず2009年の指数は暴力犯罪が全体的に減少するか横ばいとなった。リバーサイド市では2009年に殺人事件が14件発生したが、2008年の20件よりは減少した。2008年の数字は2003年以降最大だった。殺人事件のうち3件を除いて容疑者が逮捕された。サンバーナーディーノ市では対照的に、2009年に32件の殺人事件が起こり、2008年の同数だった。目撃者の協力が得られないために、このうち3分の1しか容疑者逮捕に繋がらなかった。
インランド・エンパイアで柑橘系フルーツを栽培していた時代からラテン系ギャングの活動が活発であり、一方ワッツ暴動以来ロサンゼルス市からアフリカ系アメリカ人ギャングの流入が続いている。1990年から2000年の間に地域の民族多様性が増し、同時期に人種差別犯罪が20％増加したことはギャングの活動が活発化したことに帰せられている。FBIの統合犯罪報告書にあるデータに拠ると、リバーサイド郡とサンバーナーディーノ郡両郡で合計51,237件の犯罪が軍警察または保安官事務所に届けられており（但し市などの機関ではない）、この数字はサクラメント郡を除いてカリフォルニア州全ての郡の数字を合わせたよりも大きい。
インランド・エンパイアはメタンフェタミンの生産地としても知られてきた。リバーサイド郡とサンバーナーディーノ郡両郡の保安部は2000年にメタンフェタミンの精製場所635か所を捜索した。法の執行でメタンフェタミンの生産の大半は2007年以降メキシコに追い出されたが、2006年以前に精製場所に使われていたことが分かった家屋の多くは、州法で厳格な除染を要求される以前に売りに出されており、怪しまずに借りた者や購入した者には健康障害の可能性を残すことになっている。

### 教育

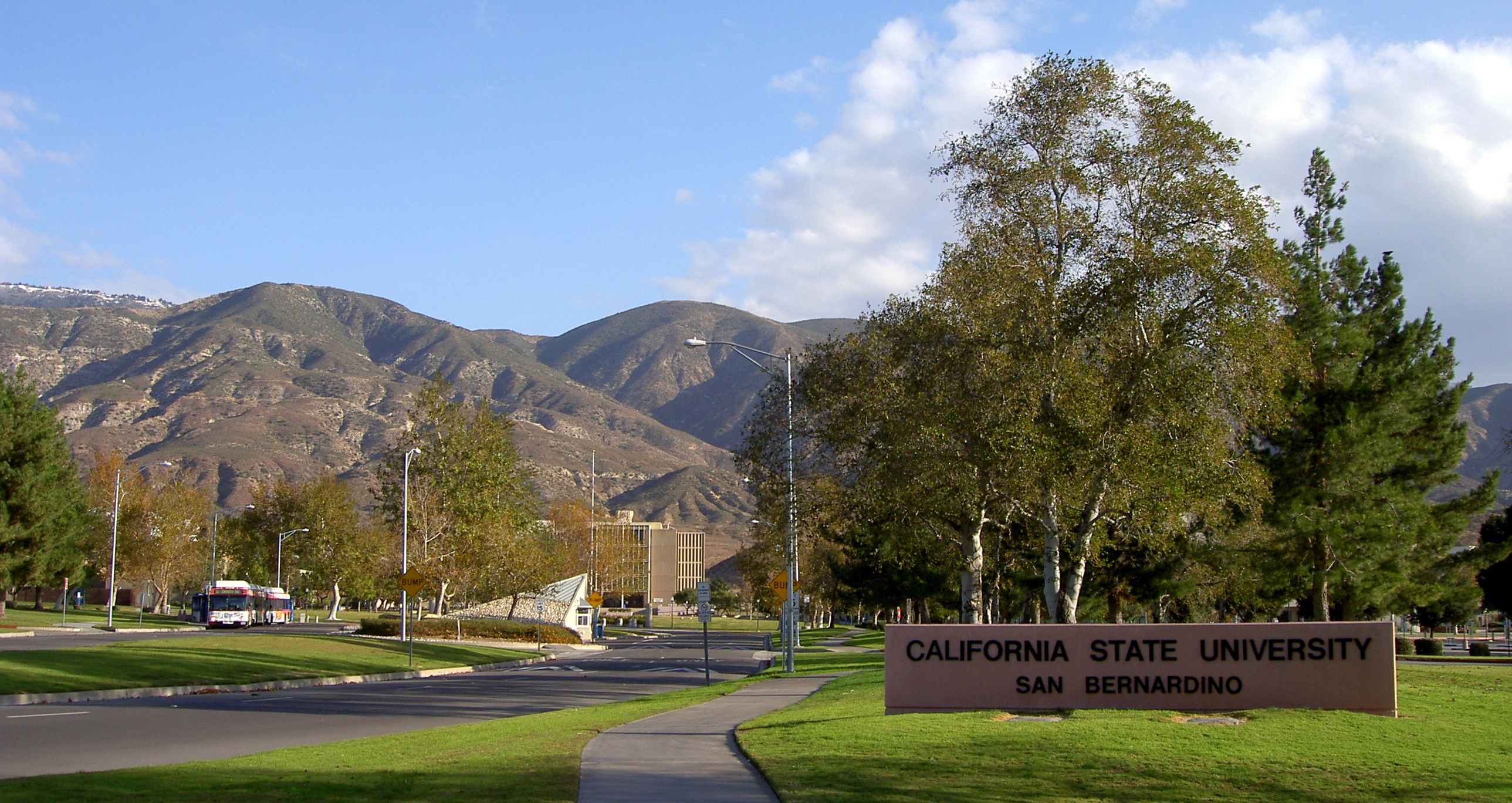
カリフォルニア州立大学サンバーナーディーノ校

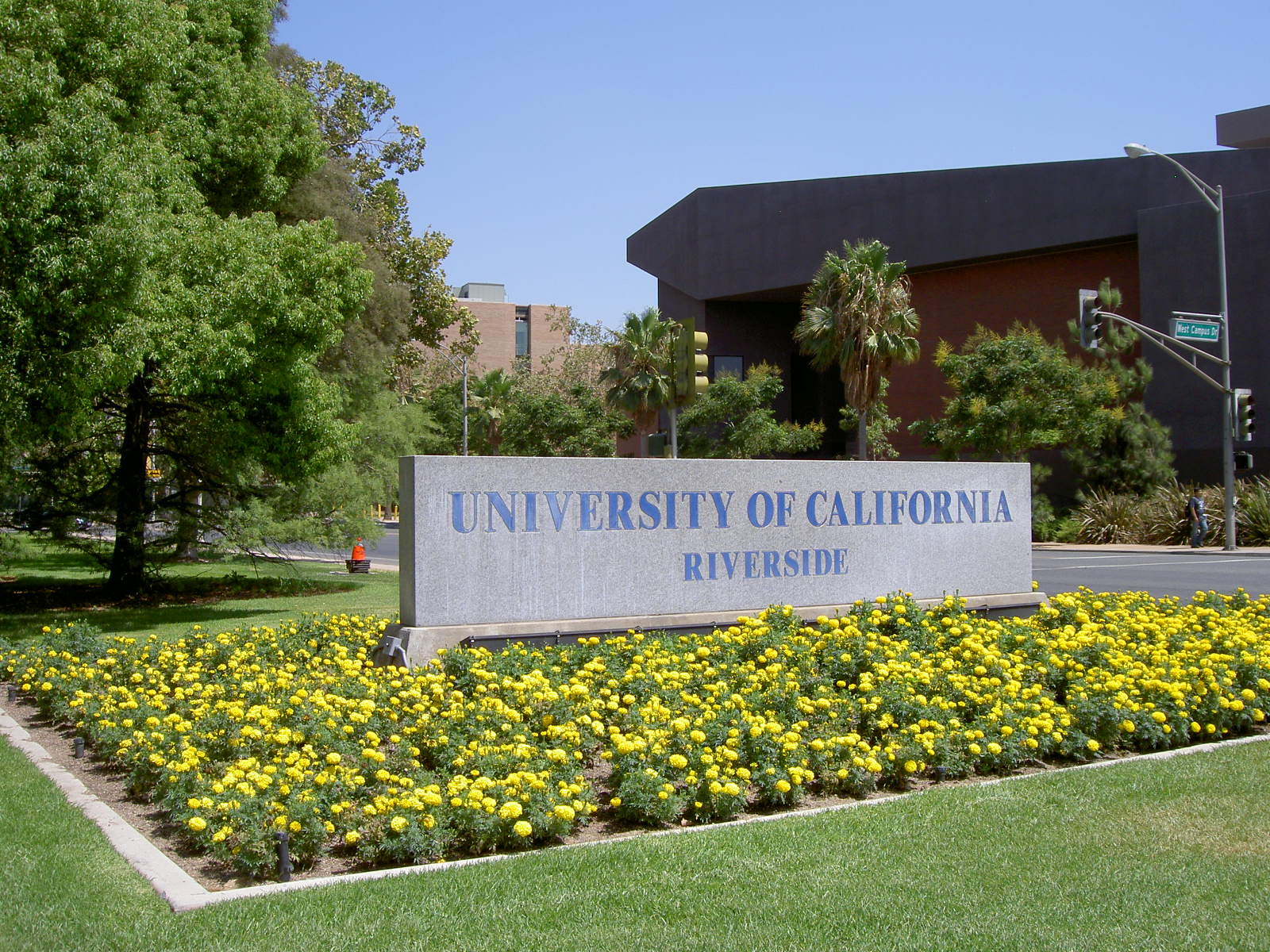
カリフォルニア大学リバーサイド校

インランド・エンパイアでは教育機会が少ない傾向にある。地域内では348人の児童に対して1つのプレスクールしかなく、3歳児と4歳児の就園率は37％となっており、サンディエゴ郡の48％よりかなり少ない。9年生の場合、35％が高校卒業まで行かず、カレッジ相当年齢住民の37％しか中等教育後の何らかの機関に就学していない。成人の場合、24％のみが準学士以上の学位を取得している。25％は高校卒の資格を持たない。カリフォルニア州立大学サンバーナーディーノ校学長のアル・カーニグに拠れば、「我々は他の州の平均の半分くらいしかない低いカレッジ就学率である。インランド・エンパイアではカレッジ卒業者が約20％であるのに対し、他州平均では38％もある」と語っている。地域の高校21校は中途退学者の数でカリフォルニアの100傑に入っている。
25歳以上の住民の中で、2004年ではアジア系が最も教育を受けている。44.4％は学士以上を取得し、70％近くが少なくともカレッジに進学している。白人の中では、22.8％が学士以上を取得し、60.8％が少なくともカレッジに進学している。アフリカ系アメリカ人の場合、学士以上の取得者は21.3％、コミュニティ・カレッジの学位あるいはカレッジに進学した者は65.2％である。ヒスパニック系ではわずか6.9％の成人が学士以上の取得者であり、カレッジ進学者は30.2％のみである。
インランド・エンパイアのコミュニティ・カレッジから私立大学に進む学生は、2004年・2005年学校年度でフェニックス大学を選んだ数が多かった。

### 雇用
インランド・エンパイアは1990年から2000年の間で新規雇用機会275,000人分が増えて、州内でも職の増加率が高いが、大半は比較的ローテクな分野である。サンバーナーディーノ郡とリバーサイド郡は主にサービス産業と製造業、すなわち倉庫を使う産業が主である。飲食産業と管理サービス業がインランド・エンパイアの大半の人々を雇用しているが、カリフォルニア州の場合、主要産業は管理サービス業、専門職、科学とハイテクに指向した分野である。インランド・エンパイアで1990年から2003年に増えた職の79.8％はサービス産業だった。インランド・エンパイアでは低賃金の産業が豊富であり、地域内のハイテク産業従事者と専門職はカリフォルニア州の他地域で給与を得ている。成人労働人口の3分の1もが面積27,000平方マイル (70,000 km²) もある地域の外で働いており、これは国内のどの地域よりも高い比率である。交通渋滞に加えて、就業年齢人口の5％足らずしか通勤のために公共交通機関を使っていないという事実がある。14.5％は車に相乗りしているが、79.7％は通常1人で運転して通勤している。
2007年の地域失業率はインランド・エンパイアで6.1％であり、カリフォルニア州では5.4％、国内平均では4.4％だった。これが2008年には9.5％に上昇し、全国平均より3ポイント高く、州平均の8.2％より1.3ポイント高かった。さらに2010年になると過去最高の15％となって、国内の人口100万人以上の都市圏ではデトロイト都市圏に次いで第2位となった。

## 文化

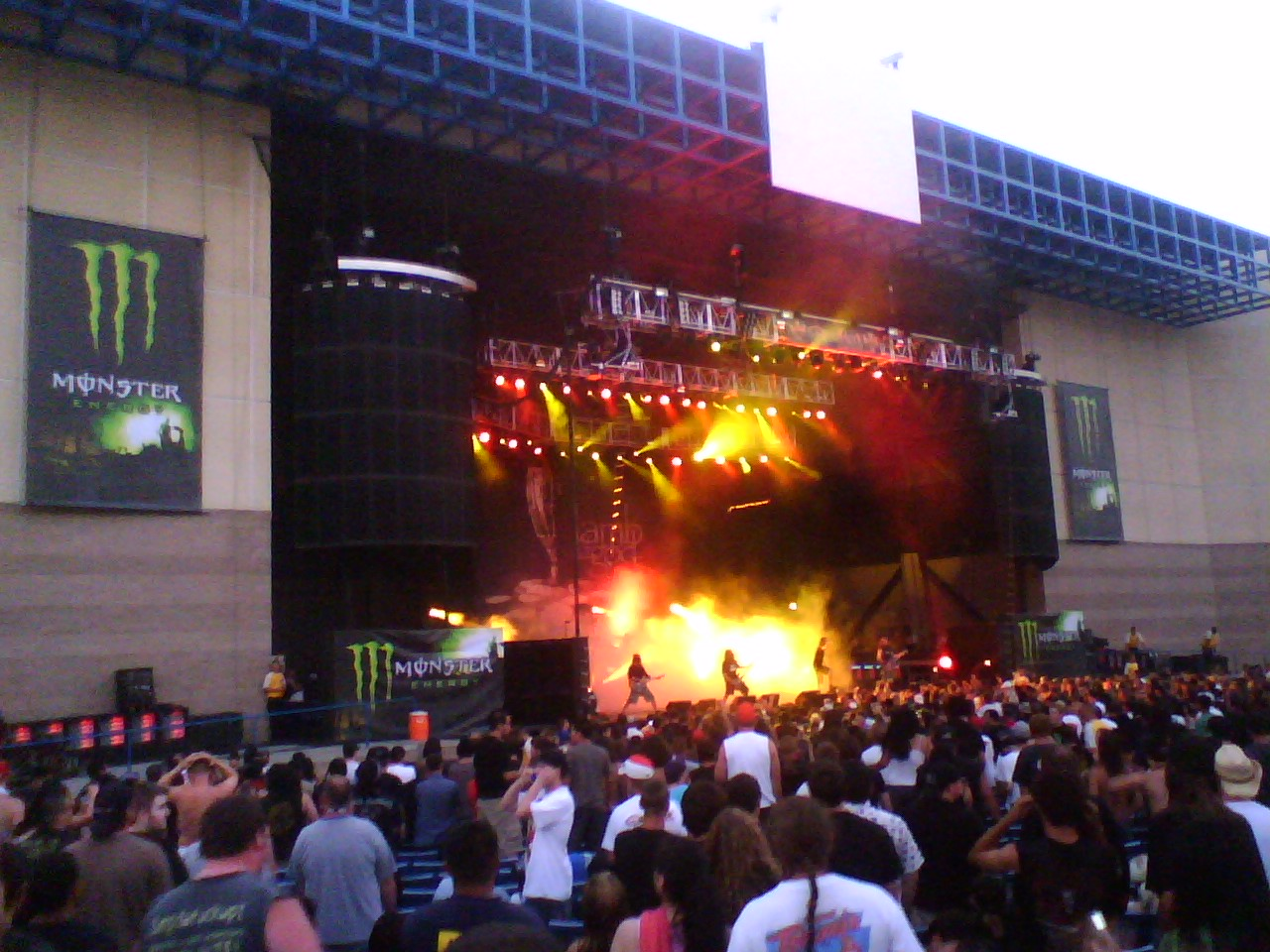
サンバーナーディーノ市デボアにあるサンマヌエル円形劇場での「オズフェスト」に出演した「ラム・オブ・ゴッド」、2007年

インランド・エンパイア内の様々な場所に文化行事や娯楽のための会場がある。ランチョクカモンガ市が所有し運営するビクトリアガーデンズ文化センターは2006年秋に落成し、演劇、コンサートおよび家族向け娯楽を提供している。サンバーナーディーノ市デボアにあるサンマヌエル円形劇場は国内最大の屋外円形劇場である。オンタリオ・ミルズはディズニーランドよりも多くの入場者を毎年集めており、サンバーナーディーノ市で開催される国内最大のクラシックカー・ショーである「ルート66ランデブー」は、毎年のストリートフェアとショーであり、世界中から50万人が集まる。

### 音楽

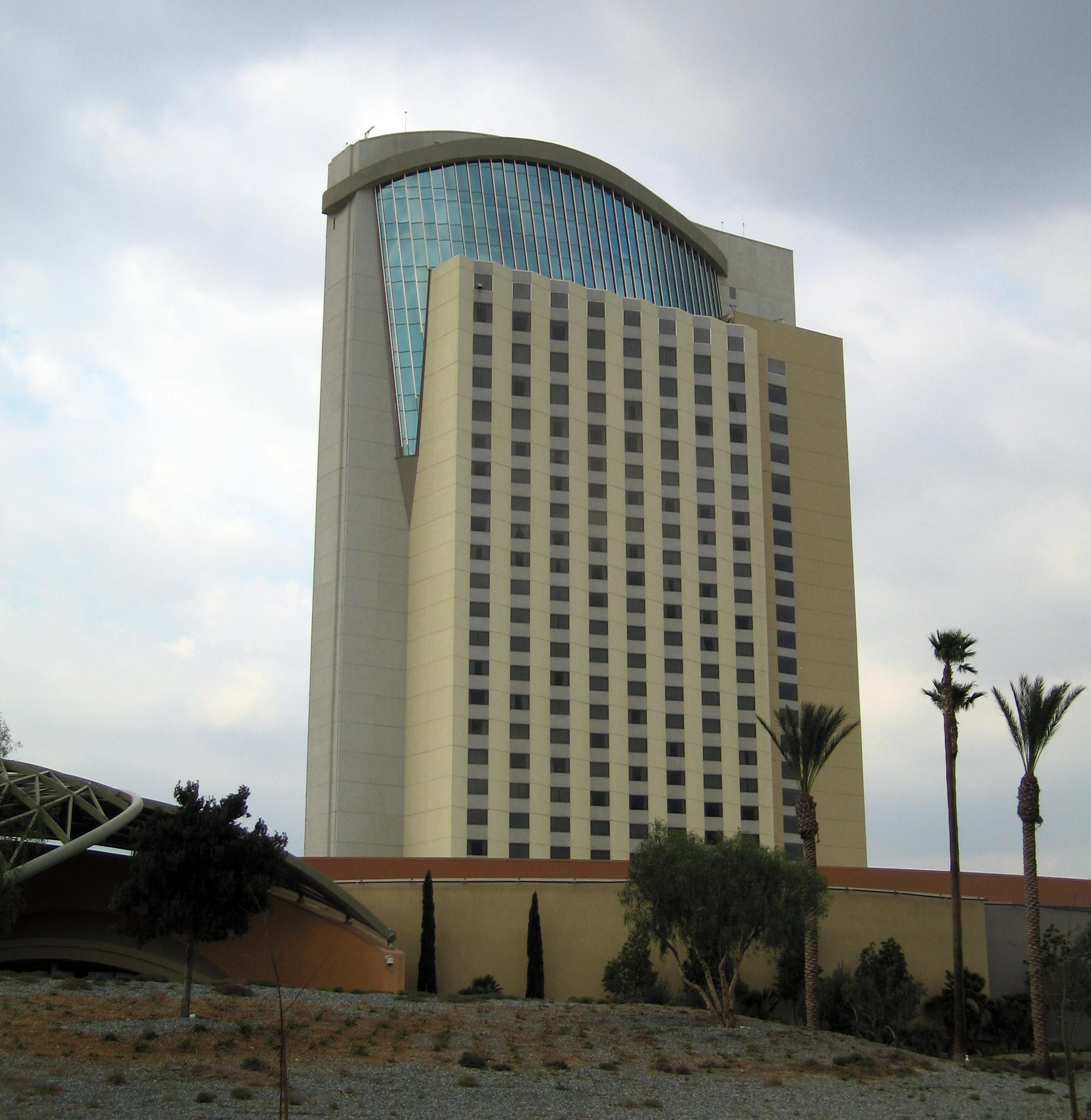
高さ330フィート (101 m) のモロンゴカジノ・リゾート・アンド・スパ・タワー、インランド・エンパイアでは最も高い建物であり、中ではコンサートなど行事が行われる

インランド・エンパイア出身のバンドとしては、リバーサイドからのエイリアンアントファーム、ザ・ベルレイズおよびヴードゥー・グロウ・スカルズ、レッドランズからのクラッカーがある。ハウスミュージックのパイオニア、DJリンウッドは10歳の時にレッドランズのKUOR-FMでレコードを回してその経歴を始めた。地元ヒップホップのアーティスト、セイントドッグ、スガフリー、40グロック、ラジェおよびア・ライター・シェイド・オブ・ブラウンは地域周辺で成長したラップの世界で注意を引いた。パーム・デザート・シーンに関連した多くのアーティストが新しいジャンルである「デザート・ロック」を創り出した。デンマークのレコード会社ムジクミニストリートがインランド・エンパイアの音楽シーンを開拓するためにレッドランズに事務所を開設した。
フランク・ザッパは1960年代初期にアップランドのフットヒル・ブールバードを舞台にして、カレッジの観衆を相手に出来合いのステージを演じた。ザッパはランチョクカモンガのアーチボルド・アベニューにパル・レコーディング・スタジを購入し、そこでサーファリズがサーフィン音楽の古典である『ワイプアウト』を録音した。ザッパはそこをスタジオZと名付け、ザッパのグループである「マザーズ・オブ・インヴェンション」を設立することになるレコーディングを始めた。このグループの歌手であるレイ・コリンズは今でもこの地域に住んでいる。ザッパはその歌「Billy the Mountain」の中でインランド・エンパイアのことを歌っている。
1980年代後半から1990年代後半まで、レイジ・アゲインスト・ザ・マシーン、ブリンク 182およびノー・ダウトのような多くの有望なミュージシャンがリバーサイドの演劇場で産声を上げた。しかし、これら歴史ある会場（スパンキーズカフェ、デ・アンザ劇場）はその後閉鎖され、別の用途に転用された。カリフォルニア大学リバーサイド校のザ・バーンは10年間続いた音楽会場としては閉鎖され、2008年10月にFMラジオKUCRを始めた。カリフォルニア大学リバーサイド校の資金で始めたASPB（学生連合プログラム委員会）が学期中に週1回、無料コンサートを始めた。インランド・エンパイアの中に新規登場した音楽会場としては、コロナのショーケース劇場（最近閉鎖）、リバーサイドのレッドプラネット・レコーズ、レッドランズのボールト、アップランドのバッファローインとザ・ワイン、ランチョクカモンガのツインズクラブ、クレアモントのプレスレストラン、ポモナのグラスハウス、リバーサイドのバック・トゥ・ザ・グラインドコフィーショップ、およびリバーサイドのコモングラウンド・サウンドステージがある。

### 芸能
インランド・エンパイアの交響楽団としては、レッドランズ大学で演奏するレッドランズ交響楽団、リバーサイド市民会館で演奏するリバーサイド郡フィルハーモニック、カリフォルニア劇場で演奏するサンバーナーディーノ交響楽団、およびビクターバレー・カレッジで演奏するビクターバレー交響楽団がある。カリフォルニア劇場にはセアトリカル・アーツ・インタナショナルも入っている。この団体はインランド・エンパイアでは最大の寄付者を基盤にするものであり、「キャッツ」「ヘアスプレー」「マンマミーア」および「ミス・サイゴン」などのヒット作を含め利用できる最大のツアーを行っている。この団体には他にも多くの大型プログラムがある。オンタリオのチャフィー高校では秋と春に大変大掛かりな演劇をかけており、インランド・エンパイアの中でも最大の高校演劇となっている。

### スポーツ

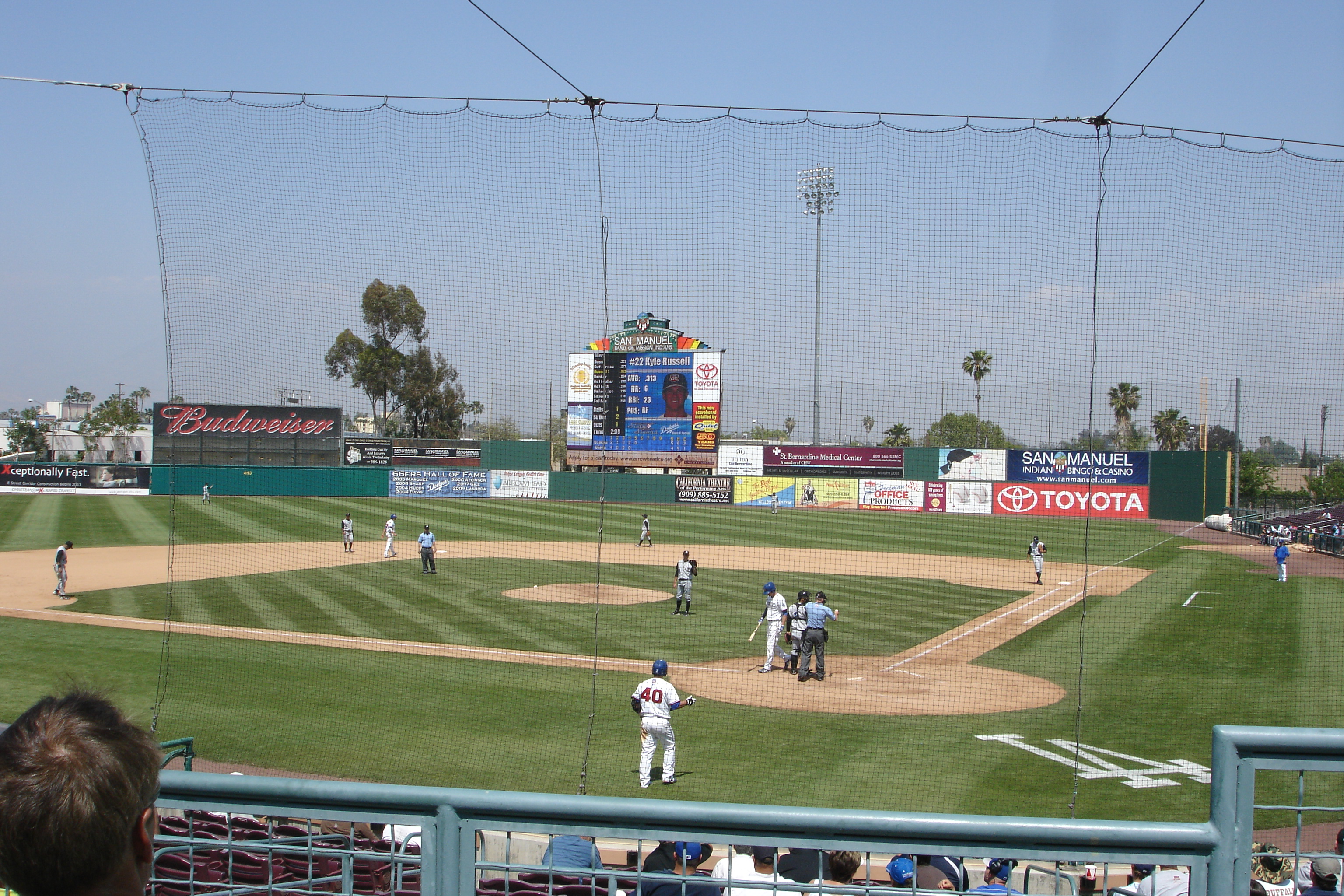
インランド・エンパイア・シクスティシクサーズ、アローヘッド・クレディット・ユニオン公園で

インランド・エンパイアは数多いマイナーリーグの野球、バスケットボールのチームがあり、オンタリオにはアイスホッケーのチームも1つある。最も優勝回数が多いのはサンバーナーディーノのインランド・エンパイア・シクスティシクサーズである。フォンタナにあるオートクラブ・スピードウェイは1997年にオープンした。ここには自動車レースのための楕円周回コース、ロードコースおよびドラッグストリップがある。以前にあったオンタリオ・モーター・スピードウェイから約2マイル (3 km) の位置にある。やはり今は無くなったリバーサイド国際レースウェイはリバーサイド市の東約7マイル (11 km) にあった。
| クラブ                                                             | リーグ                                   | 会場                                     | 設立年 | 優勝回数 |
| ------------------------------------------------------------------ | ---------------------------------------- | ---------------------------------------- | ------ | -------- |
| サンバーナーディーノのインランド・エンパイア・シクスティシクサーズ | カリフォルニアリーグ、野球               | アローヘッド・クレディット・ユニオン公園 | 1941年 | 5回      |
| ハイデザート・マーベリックス                                       | カリフォルニアリーグ、野球               | ステーターブラザーズ・スタジアム         | 1993年 | 3回      |
| レイクエルシオノール・ストーム                                     | カリフォルニアリーグ、野球               | レイクエルシオノール・ダイアモンド       | 1994年 | 2回      |
| ランチョクカモンガ・クエークス                                     | カリフォルニアリーグ、野球               | ザ・エピセンター                         | 1993年 | 1回      |
| パームスプリングス・パワー                                         | 南カリフォルニア・カレッジ野球協会、野球 | パームスプリングス・スタジアム           | 2003年 | 2回      |
| オンタリオ・レイン                                                 | ECHL、アイスホッケー                     | シティズンズ・ビジネスバンク・アリーナ   | 2008年 | 0        |

### メディア

#### 新聞
インランド・エンパイアには3つの主要地方紙がある。すなわち主にサンバーナーディーノ・バレーに配布されている「サンバーナーディーノ郡サン」、「インランド・バレー・デイリー・ブレティン」の2紙はメディアニューズ・グループが所有しており、さらにリバーサイドを本拠にする「プレス・エンタープライズ」は地域内で幾つかの版を出している。はい・デザート地区には「デイリー・プレス」があり、パームスプリングスとコーアチェラ・バレーには「ザ・デザート・サン」が出版されている。「ロサンゼルス・タイムズ」のインランド・エンパイア版もある。「Yes We Can Newspaper」はフォンタナ、リバーサイド、モレノバレー、オンタリオ、モントクレア、およびランチョクカモンガを中心にしたインランド・エンパイアに関するニュースを掲載している。「ウェストサイド・ストーリー・ニューズペーパー」はアフリカ系アメリカ人社会のためにウォレス・アレンが発行するサンバーナーディーノの地方紙である。「ブルドッグ・ウィークリー」はサンバーナーディーノ郡南西部のレッドランズにあるレッドランズ大学学生が発行する週刊紙である。この新聞は2008年秋に再刊され、現在はインランド・エンパイア全体に配布されている。

#### 雑誌
『Inland Empire』というローカル月刊誌が発行されている。

#### ラジオ
インランド・エンパイアは全国のラジオ市場で第26位にランクされている（2008年6月）。サンバーナーディーノの名曲放送局 KOLA はインランド・エンパイア全体の中継局を使う最大の放送局であり、その電波は南のサンディエゴ市や北のカーン郡、北西のベンチュラ郡、および東のインディオやソルトン湖でも聴取できる。一般にK-Frog と呼ばれる KFRG はカントリーミュージックのラジオ局である。KCALロックスと呼ばれるKCAL-FM はロックミュージックを放送している。KCXX はオルターナティブロックを流している。KVCR はインランド・エンパイアの公共放送の1つであり、ナショナル・パブリック・ラジオ、BBCのワールドサービスおよびその他公共放送の番組を放送している。KCAA-AM は地元で制作されたニュース、トーク、音楽番組を流し、NBCのニュース番組も地域に放送しており、著名なアナウンサーとしてドン・イマス、ポール・レーンなどがいる。リバーサイドのKUCR-FM はカリフォルニア大学リバーサイド校の学生放送局である。この局は1966年以来知識、多様で取捨選択された音楽、ニュースおよび公的事情の番組を流している。クレアモントのKSPC-FM は1956年以来ポモナ・カレッジが資金を出し、クレアモント・カレッジと地元の有志が運営している非営利ラジオ局である。この局の開局時に、局の目的は「地域で出来合いのものではなく、要望されるタイプの番組」を提供するとしていた。KTIE-AM は「インランド・エンパイアのトーク」とも呼ばれる。この局のアナウンサーにはグレン・ベック、ヒュー・ヒューイット、デニス・ミラーおよびマイク・ギャラガーがいる。

#### テレビ
インランド・エンパイアのテレビ局は域内各都市で免許された局であるが、唯一公共放送サービスの中継を行うKVCR-TV のみは直接インランド・エンパイアに放送している。その他のテレビ局は南カリフォルニア市場全体を対象に放送している。テレビ局の番組制作元はロサンゼルス市にある。インランド・エンパイアの南部ではサンディエゴのテレビ局を制作元にしていることもある。ユカイパより東の地域では電波がパームスプリングス市場からのものになる。

#### 映画
インランド・エンパイアには大規模映画制作会社やスタジオが無いが、2006年に2つの郡が映画の撮影現場になったことで6,520万ドルの経済効果があった。1994年から2005年までに、映画の撮影で総額10億ドル以上が地域で消費された。撮影された映画の中で著名なものとして、エグゼクティブ・デシジョン、Uターン、エリン・ブロコビッチ、およびワイルド・スピードがある。
デヴィッド・リンチ監督の映画インランド・エンパイアはこの地域に因む命名だが、地域が撮影現場になることは無かった。

## 法人化都市
| リバーサイド郡 都市        | 設立年 | 人口（人） （2020年） | 年収中央値 （2019年） |
| -------------------------- | ------ | --------------------- | --------------------- |
| バニング                   | 1913   | 29,505                | $42,274               |
| ボーモント                 | 1912   | 53,036                | $84,105               |
| ブライス                   | 1916   | 18,317                | $45,385               |
| カリメサ                   | 1990   | 10,026                | $56,903               |
| キャニオンレイク           | 1990   | 11,082                | $100,682              |
| カセドラルシティ           | 1981   | 51,493                | $46,521               |
| コーチェラ                 | 1946   | 41,941                | $34,224               |
| コロナ                     | 1896   | 157,136               | $83,752               |
| デザートホットスプリングス | 1963   | 32,512                | $33,046               |
| イーストベール             | 2010   | 69,757                | $119,213              |
| ヘメット                   | 1910   | 89,833                | $39,726               |
| インディアンウェルズ       | 1967   | (<5,000)              | N/A                   |
| インディオ                 | 1930   | 89,137                | $53,669               |
| フルパバレー               | 2011   | 105,053               | $70,642               |
| レイク・エルシノア         | 1888   | 70,265                | $71,476               |
| ラキンタ                   | 1982   | 37,558                | $77,839               |
| メニフィー                 | 2008   | 102,527               | $70,224               |
| モレノバレー               | 1984   | 208,634               | $66,134               |
| マリエータ                 | 1991   | 110,949               | $90,535               |
| ノルコ                     | 1964   | 26,316                | $102,817              |
| パームデザート             | 1973   | 51,163                | $59,977               |
| パームスプリングス         | 1938   | 44,575                | $53,441               |
| ペリス                     | 1911   | 78,700                | $63,829               |
| ランチョミラージュ         | 1973   | 16,999                | $78,682               |
| リバーサイド               | 1883   | 314,998               | $69,045               |
| サンジャシント             | 1888   | 53,898                | $52,009               |
| テメキュラ                 | 1989   | 110,003               | $96,183               |
| ウィルドマー               | 2008   | 36,875                | $74,991               |

| サンバーナーディーノ郡 都市 | 設立年 | 人口（人） （2020年） | 年収中央値 （2019年） |
| --------------------------- | ------ | --------------------- | --------------------- |
| アデラント                  | 1970   | 38,046                | $45,380               |
| アップルバレー              | 1988   | 75,791                | $54,527               |
| バーストウ                  | 1947   | 25,415                | $40,633               |
| ビッグベアレイク            | 1981   | 5,046                 | $51,060               |
| チノ                        | 1910   | 91,403                | $81,711               |
| チノヒルズ                  | 1991   | 78,411                | $106,347              |
| コルトン                    | 1887   | 53,909                | $53,838               |
| フォンタナ                  | 1952   | 208,393               | $72,918               |
| グランドテラス              | 1978   | 13,150                | $71,788               |
| ヘスペリア                  | 1988   | 99,818                | $53,561               |
| ハイランド                  | 1987   | 56,999                | $64,868               |
| ロマリンダ                  | 1970   | 24,791                | $55,607               |
| モントクレア                | 1956   | 37,865                | $62,024               |
| ニードルズ                  | 1913   | (<5,000)              | N/A                   |
| オンタリオ                  | 1891   | 175,265               | $65,046               |
| ランチョクカモンガ          | 1977   | 174,453               | $90,953               |
| レッドランズ                | 1888   | 73,168                | $74,839               |
| リアルト                    | 1911   | 104,026               | $61,518               |
| サンバーナーディーノ        | 1854   | 222,101               | $45,834               |
| トウェンティナインパームズ  | 1987   | 28,065                | $44,226               |
| アップランド                | 1906   | 79,040                | $72,782               |
| ビクタービル                | 1962   | 134,810               | $53,957               |
| ユカイパ                    | 1989   | 54,542                | $69,104               |
| ユッカバレー                | 1991   | 21,738                | $44,757               |